# Boris Pilnjak

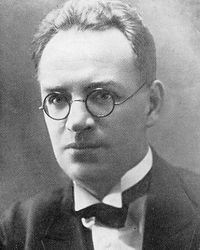
Boris Pilnjak.

Boris Andrejevitj Pilnjak (ryska: Борис Андреевич Пильняк), född 11 oktober (gamla stilen: 29 september 1894) i Mozjajsk, död 21 april 1938 i Moskva, var en rysk författare.

## Biografi
Pilnjak tillhörde den volgatyska släkten Wogau (Вогау), vilket var hans egentliga släktnamn. Han skildrade från 1917 i flera romaner och novellsamlingar med kraft och åskådlighet revolutionsårens liv i Ryssland. Bland hans arbeten märks Det nakna året, en samling Berättelser, en samling Noveller och Iwan da Marja (Berlin, 1922), alla på ryska.
Pilnjak skrev berättelsen Mordet på arméchefen, vilken skulle tryckas av Novy Mir. Numret konfiskerades dock och utgivarna betecknade den som ’illasinnat förtal av vårt parti’. Den hade då emellertid redan hunnit spridas och publicerades i Sofia, Bulgarien 1927. Berättelsen beskriver en man som i tidningarna läser att han kommit hem till Moskva för att låta operera sig. Han har tidigare lidit av magsår men är nu helt återställd. Läkarna rekommenderar dock att han ska låta sig opereras, varvid han dock dör. Berättelsen skall alludera på en verklig händelse där Frunze, ställföreträdande krigsminister 1924, av politbyrån på initiativ av Stalin beordrats underkasta sig operation, för ett magsår han inte hade, vilket han emellertid ej överlevde. Han dog 31 oktober 1925.  
Piljnjak studerade vid universitetet i Kolomna där han avlade examen vid Handelsinstitutet i Moskva 1920. Strax blev han dock författare med en stor läsekrets. Under en tid kom han också att inneha posten som ordförande i det Allryska författarförbundet varigenom han kunde göra många resor vilket resulterade i en rad uppskattade litterära reportage. 
1929 var Pilnjak ordförande i allryska författarförbundet. Han sista verk Mahogny togs som förevändning för aktion mot honom. Det publicerades först i Tyskland - något som tidigare varit tillåtet - vilket betecknades som en vitgardistisk provokation. Boken fördömdes som antisovjetisk. 
Pilnjak tilläts börja skriva prosovjetiska litteratur och påbörjade skriva Volga flyter till Kaspiska havet. Jezjov, då chef för NKVD övervakade skrivandet och krävde omarbetning av ett 50-tal avsnitt. Pilnjak blev bedrövad och yttrade till Victor Serge: ”Det finns inte en vuxen människa här i landet som inte fruktat att bli skjuten”.
1937 arresterades Pilnjak av NKVD, anklagad för kontrarevolutionärt författarskap, spioneri för Japans räkning och terrorism. Pilnjak tillhörde de som avrättades på Kommunarkas exekutionsplats, strax utanför Moskva, tillsammans med 6500 andra mellan åren 2 september 1937 till 1 oktober 1941.  Andra som avrättades på samma plats var Bucharin, Unsjlicht/Unschlicht. Han dömdes till döden och arkebuserades samma dag 1938. Under 1960- och 70-talet rehabiliterades Pilnjak. 
Pilnjaks son verkade hela livet för att faderns verk skulle kunna komma ut på nytt. Det kunde ske efter att fadern rentvåtts som "oskyldig". På sin förfrågan 1988 erhöll sonen ett meddelande om att "Pilnjak-Wogau Boris Andrejevitj, f. 1894, grundlöst blivit dömd till arkebusering den 21 april 1938 på en falsk anklagelse om brott mot staten".

## På svenska
- Volga rinner mot Kaspiska havet (översättning Daniel Dolgov och Karin Jödal, Bonnier, 1936)
- Det nakna året (översättning Lars Erik Blomqvist, AWE/Geber, 1975) (Golyj god)